# Die Reise der Dinosaurier – Flucht aus dem Eis
Die Reise der Dinosaurier – Flucht aus dem Eis (Originaltitel: March of the Dinosaurs) ist ein Dokumentarfilm des Discovery Channel aus dem Jahr 2011. Der Film spielt vor 70 Mio. Jahren in der Oberkreide am Nordpol und in Nordamerika. Einerseits wird die Geschichte von Scar, einem jungen Edmontosaurus erzählt, der im Winter mit seiner Herde vom Nordpol nach Nordamerika wandert und sich dabei vielen Gefahren stellen muss. Gleichzeitig wird die Geschichte von Patch, einem jungen Troodon, erzählt, dass versucht, im Winter am Nordpol zu überleben und dabei viele Herausforderungen meistern muss. Erstmals wurde der Film in Kanada am 25. April 2011 ausgestrahlt. Die deutsche Erstausstrahlung war am 13. April 2012. Die Dokumentation wurde von dem britischen Schauspieler und Autor Stephen Fry synchronisiert. Regie führte Matthew Thompson. Ähnlich wie bei der Dokumentation Dinosaurier – Im Reich der Giganten wurde in diesem Film die Geschichte einiger Dinosaurier-Individuen im Stile eines Naturdokumentarfilmes erzählt, wobei die Welt, in der die Protagonisten leben, auf Basis wissenschaftlicher Erkenntnisse dargestellt wurde.

## Handlung
Am Anfang des Filmes wird der Sommer am Nordpol vor 70 Mio. Jahren gezeigt: Es sind warme, lange Tage, an denen Edmontosaurier und andere Pflanzenfresser  in den Wäldern mehr als genug Nahrung finden, beispielsweise ein Panoplosaurus, der im Film als Ankylosaurier bezeichnet wird. Eines der Jungtiere der Edmontosaurus- Herde ist Scar. Kurz darauf trifft er auf ein Raubtier, das er jedoch vertreiben kann: Es ist ein junges Troodon namens Patch. Anders als Scar hat es Patch auf der Nahrungssuche zunächst schwer. So versucht er, ein kleines Säugetier zu erbeuten, das jedoch von einem anderen Troodon gefangen wird. Kurz darauf kündigt sich der nahende Winter an: So wird es nun nachts erstmals wieder dunkel. In der ersten Nacht wird Scar von einem Gorgosaurus attackiert und verletzt. Daraufhin fliehen er und seine Herde. Scar entkommt dem Gorgosaurus, der von den ersten Sonnenstrahlen des Tages geblendet wird und stolpert. Mit der Zeit werden die Tage immer kürzer, die Nächte immer länger. Inzwischen ist im Wald kaum noch Nahrung zu finden, so dass Scar auch Nahrung wie morsches Holz zu sich nehmen muss. Dann trifft eine Herde Pachyrhinosaurus ein. Kurze Zeit später ziehen die Edmontosaurus- und Pachyrhinosaurus-Herden gemeinsam vom Nordpol und treten ihre Reise nach Nordamerika an. Als ein Jungtier einen zu Boden fallende Baumnadel frisst, wird es von einem Gorgosaurus erbeutet.
Nicht alle Dinosaurier treten eine solche Reise an: So bleibt der Panoplosaurus etwa am Nordpol zurück und auch die Troodons versuchen, den Winter am Nordpol zu überleben, beispielsweise fressen sie vom Kadaver des vom Gorgosaurus getöteten Edmontosaurus. Im darauffolgenden Kampf kann der Gorgosaurus zwar die Troodons vertreiben, wird aber selbst am Bein verletzt. Die folgende Zeit ist sowohl für Scar, der mit seiner Herde in den Süden zieht, als auch für Patch, der am Nordpol geblieben ist, schwer. So gerät Scar beispielsweise in einen Schneesturm und kommt nur dank der Hilfe eines ausgewachsenen Edmontosaurus, der an einem Gehirntumor leidet, mit der Herde schritthalten. Außerdem bricht die Herde in einen zugefrorenen Fluss ein, wo einige Herdenmitglieder zur Beute von mehreren Prognathodon werden. Aber auch Patch hat es am Nordpol nicht leicht: So beginnt er damit, ein Nest zu bauen und versucht, ein Weibchen anzulocken, doch beim ersten Versuch gelingt ihm dies noch nicht. Inzwischen hat die Edmontosaurus-Herde ein gefährliches Gebiet mit einem aktiven Vulkan erreicht, in dessen Nähe mehrere Gefahren lauern: Einerseits fressen Flugsaurier der Gattung Quetzalcoatlus die sterbenden, zurückbleibenden Herdenmitglieder und des Weiteren kämpfen Edmontosaurier und Pachyrhinosaurier um die wenige Nahrung in der Nähe des Vulkans. Als der Vulkan ausbricht, wird die Herde von einem Rudel Albertosaurier attackiert. Scar wird von einem Albertosaurus verfolgt und so von seiner Herde getrennt. Anschließend fließt ein heißer Strom aus Asche, Wasser und Schlamm den Berg hinunter auf die beiden zu. Scar kann dem Strom entkommen, doch sein Verfolger wird von diesem erfasst und fortgetrieben.
Da Scar seine Herde verloren hat, versucht er, diese alleine zu erreichen, bis er dem Edmontosaurus mit dem Gehirntumor wieder begegnet. Fortan versuchen beide gemeinsam, die Herde zu erreichen. Am Nordpol wagt sich Patch in die Höhle des Gorgosaurus und wird von diesem attackiert, kann jedoch entkommen. Zeitgleich versucht der Panoplosaurus eine Baumnadel zu erreichen, rutscht dabei jedoch aus und liegt fortan wehrlos auf dem Rücken. Unterdessen treffen Scar und der ausgewachsene Edmontosaurus ein Pachyrhinosaurus-Weibchen, das ebenfalls zurückgeblieben ist. Daraufhin setzen die Drei ihre Reise nach Süden gemeinsam fort. Allerdings gibt es auch Probleme: So setzt der Tumor dem kranken Edmontosaurus langsam immer mehr zu, bis er selbst Scar in einer Nacht angreift. Da der Pachyrhinosaurus-Weibchen mit den beiden nicht schritthalten kann, lassen die beiden es zurück und wandern weiter. Dabei werden sie von dem Albertosaurus verfolgt, der Scar schon während des Vulkanausbruchs jagte. Als eine Schlucht im Weg von Scar und dem anderen Edmontosaurus liegt, flieht Scar hinter einen nahegelegenen Felsen. Der Albertosaurus greift daraufhin den ausgewachsenen Edmontosaurus an. Als der Felsen unter ihnen nachgibt, stürzen beide in die Schlucht und sterben.
Scar zieht daraufhin alleine weiter. 
Drei Tage später am Nordpol hat der auf dem Rücken liegende Panoplosaurus inzwischen viele Troodons angelockt, die ihn angreifen. Kurz darauf taucht der verwundete Gorgosaurus aus seiner Höhle auf. Er versucht, den Panoplosaurus in seine Höhle zu ziehen, um ihn dort zu verspeisen. Allerdings kann dieser sich durch einen Ausrutscher wieder auf seine Beine stellen und verwundet das Bein des Gorgosaurus mit seinen scharfen Schulterstacheln. Dieser stirbt später in seiner Höhle an der Verletzung. Scar konnte währenddessen bereits den Rand des Flusses erreichen, den er jedoch nicht überqueren kann, da sich im Wasser mehrere Prognathodon-Exemplare befinden und seine Herde den Fluss bereits überquert hat. So wartet er bis zum nächsten Morgen, als das verwundete Pachyrhinosaurus- Weibchen wieder auftaucht. Mit der Pachyrhinosaurus-Herde überquert Scar schließlich den Fluss und findet zu seiner Herde zurück. Am Nordpol, wo kurz darauf der Frühling anbricht, findet auch Patch ein Weibchen.

## Rezeption
Flucht aus dem Eis erhielt gemischte bis positive Kritiken. So erhielt der Film auf amazon.de 4,5 von 5 möglichen Sternen. Auf der International Movie Database hat der Film hingegen 6,6 von 10 möglichen Sternen. Riley Black vom Smithsonian Magazine lobt zwar die Darstellungen der Dinosaurier, findet es aber enttäuschend, dass die Raubdinosaurier als schlechte Jäger dargestellt werden und mehrere Meter hoch springen können.